# ダンガノン子爵
ダンガノン子爵（ダンガノンししゃく、英: Viscount Dungannon）は、アイルランド貴族の爵位。2度創設され、いずれも廃絶している。

## 歴史
ダウン県の政治家、軍人でアイルランド庶民院議員を務めたマーカス・トレヴァー(1618–1670)は1662年8月28日にアイルランド貴族であるダウン県ローズ・トレヴァーのトレヴァー男爵とティロン県におけるダンガノン子爵（Viscount Dungannon, co. Tyrone）に叙された。初代子爵の後を息子ルイス・トレヴァー(c.1667–1692)とマーカス・トレヴァー(1669–1706)が継承したが、2人ともに男子をもうけず、1706年に3代子爵マーカスが死去すると爵位がすべて廃絶した。
トレヴァー家の遺産は初代ダンガノン子爵の娘メアリーの息子マーカス・ヒル(?–1751)が相続したが、マーカス・ヒルは生涯未婚のまま死去、遺産はヒル家の手に渡った。マーカス・ヒルの異母兄弟ウィリアム・ヒルの息子マイケル・ヒルの次男アーサー・ヒル(c.1694–1771)は1759年1月にトレヴァーを姓に加え、1766年2月17日にアイルランド貴族であるオルダーフリートのヒル男爵とダンガノン子爵（Viscount of Dungannon）に叙された。その曽孫にあたる3代子爵アーサー・ヒル＝トレヴァー(1798–1862)は保守党の政治家として庶民院議員、アイルランド貴族代表議員を務めたが、息子をもうけず、1862年に死去すると爵位はすべて廃絶した。トレヴァー家の遺産は遠戚のアーサー・エドウィン・ヒル＝トレヴァー卿(1819–1894)が相続し、アーサー・エドウィンは1880年にトレヴァー男爵に叙された。

## ダンガノン子爵（1662年）
- 初代ダンガノン子爵マーカス・トレヴァー（英語版）（1618年 – 1670年）
- 第2代ダンガノン子爵ルイス・トレヴァー（1667年ごろ – 1692年）
- 第3代ダンガノン子爵マーカス・トレヴァー（1669年 – 1706年）

## ダンガノン子爵（1766年）
- 初代ダンガノン子爵アーサー・ヒル＝トレヴァー（1694年ごろ – 1771年）
  - アーサー・ヒル＝トレヴァー閣下（1738年 – 1770年）
- 第2代ダンガノン子爵ルイス・トレヴァー（1763年 – 1837年）
- 第3代ダンガノン子爵アーサー・ヒル＝トレヴァー（英語版）（1798年 – 1862年）